# Morgan ap Caradog

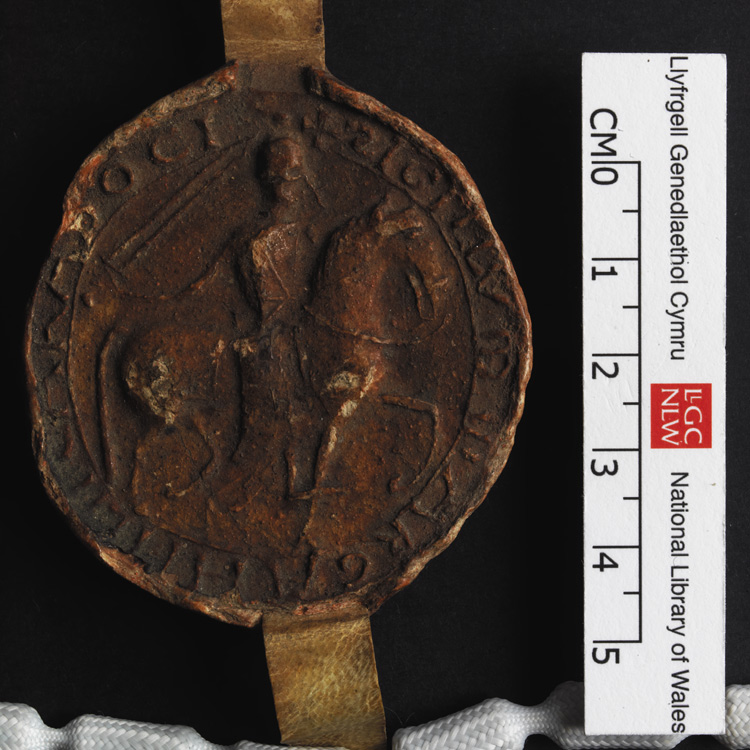
Wappen von Morgan ap Caradog

Morgan ap Caradog († um 1208) war ein walisischer Lord der Herrschaft Afan in Glamorgan. 

## Herkunft
Er war ein Sohn von Caradog ap Iestyn und damit ein Enkel von Iestyn ap Gwrgan, dem letzten walisischen König von Morgannwg. Seine Mutter Gwladus soll eine Tochter von Gruffydd ap Rhys gewesen sein. Zusammen mit seinen Brüdern Maredudd, Owain und Cadwallon übernahm er nach dem Tod seines Vaters die Herrschaft über Afan, das sich über das Hügelland zwischen River Afan und River Neath erstreckte.

## Leben
Um 1147 wurde er Herrscher von Afan, nachdem die Brüder das Gebiet unter sich aufgeteilt hatten. Maredudd erhielt Meisgyn, während Cadwallon Lord von Glynrhondda wurde. Mehrmals unternahm Morgan Überfälle gegen die Anglonormannen. Zusammen mit seinem Cousin Rhys ap Gruffydd zerstörte er 1153 Aberafan Castle. 1161 brannte er eine Scheue bei Margam Abbey und 1167 die Siedlung bei Kenfig Castle nieder. Im Juni 1175 gehörte er zu den südostwalisischen Fürsten, die unter Führung von seinem Cousin Lord Rhys Heinrich II. in Gloucester huldigten. Nach dem Tod von William FitzRobert, dem Lord of Glamorgan kam es jedoch 1184 in Südostwales zu einem größeren walisischen Aufstand, bei dem Morgan die Burgen von Neath, Kenfig und Newcastle angriff sowie die Siedlung um Cardiff Castle niederbrannte. Sein Cousin Lord Rhys vermittelte im Juli 1184 in Worcester ein Übereinkommen mit den Engländern, wonach Morgan seine Ländereien behalten durfte, und vermutlich um diese Zeit errichtete er bei Briton Ferry am Westufer der Mündung des River Neath die Burg Hen Gastell. Über sein weiteres Leben ist nichts bekannt, außer das 1188 Erzbischof Balduin und Gerald von Wales von ihm durch eine Furt an der Mündung des River Neath geführt wurden, als sie auf ihrer Predigtreise für den Kreuzzug durch Wales unterwegs waren. 1189 übergab ihm Prinz Johann als Lord of Glamorgan in einem einzigartigen Versuch, den einst rebellischen walisischen Lord zu einem loyalen Vasallen zu machen, die Burg Newcastle. Als Folge war Morgan nun bis zu seinem Tod ein loyaler Gefolgsmann des späteren Königs, auch sein Sohn Leison kämpfte beispielsweise 1204 mit 200 walisischen Kriegern für Johann in der Normandie.

## Familie und Nachkommen
In erster Ehe war er mit Gwenllian, einer Tochter von Ifor Bach verheiratet, in zweiter Ehe mit Gwerful, einer Tochter von Idnerth ap Cadwgan. Er hatte mindestens vier Söhne und eine Tochter. Sein Nachfolger wurde sein Sohn Leison, nach dessen Tod 1213 sein Sohn Morgan Gam. Seine Tochter Sybil soll ein Mitglied der Familie Turberville von Coity Castle geheiratet haben.